# カール・シュタインス
カール・シュタインス (Karl Steins, 1919年 - 2009年）は、ドイツのオーボエ奏者。

## 経歴
北ドイツのハノーファーに生まれる。地元のハノーファー音楽院を卒業後、出身地に近いキールやブレーメンのオーケストラでオーボエ奏者をつとめ、1949年にベルリン・フィルハーモニー管弦楽団に首席オーボエ奏者として入団する。1980年にハンスイェルク・シェレンベルガーが正式に首席オーボエ奏者として就任した翌年、1981年秋頃にベルリン・フィルを退団した。
入団当時の首席指揮者ヴィルヘルム・フルトヴェングラーや、フルトヴェングラーの没後、1955年にベルリン・フィルの終身指揮者となったヘルベルト・フォン・カラヤン、それにカール・ベームなど、ベルリンフィルに客演する多数のスター指揮者のもとで膨大な数の楽曲を演奏し、また、ドイツ・グラモフォンやEMI(ドイツ・エレクトローラ)にカラヤンが遺した録音の多くにもソロ・オーボエ奏者として参加している。
2009年4月22日、ベルリンにて死去。

## 教職歴・著書
- 1959年からはベルリン高等音楽学校で教鞭をとる。日本人ではNHK交響楽団元首席奏者の丸山盛三や、京都市交響楽団の呉山平煥などを教えた。
- オーボエのリードを作成する際の参考書も著している。（巻末・参考文献一覧を参照）
- Rohrbau für Oboen,  Bote & Bock, Berlin  ISBN 3-7931-0929-1

## エピソード
- シュタインスの音色・表現はとても美しい音で発音も明瞭であるが、彼の入団後1957年にベルリン・フィルに首席奏者として入団したローター・コッホが持っていた、時に木管楽器とは思えないほどの、息に力のあるパワフルで積極的な表現とはまた異なり、シュタインス独特の表現としては特に第1オクターブ音域から第2オクターブ音域に上昇した際にみられる、高い音にやわらかく繊細なヴィブラートをかけて吹く特徴がある。音色もコッホよりも柔らかく、優しい。
- コッホのほうが知名度があるため、国内盤のCDの解説書などでは「運命」や「白鳥の湖」などのオーボエが重要なソロを任される曲では必ずコッホが吹いていると誤記されたこともあったが、実際にはカラヤンと楽団事務局は上手に出番を割り振っており、1960年代に録音されたベートーヴェンの交響曲全集や、同じく1960年代に録音されたブラームスの交響曲全集など、シュタインスが1番オーボエを吹いているものも多い。
- ベルリン・フィルでの同僚であったクラリネット奏者カール・ライスターの回想録によれば、モーツァルトの演奏に素晴らしい適性を発揮し、カール・ベームがベルリン･フィルと制作したモーツァルトの交響曲全集で素晴らしい演奏をしたそうである。また、同じくライスターの回想録によれば、ベルリン・フィルのアメリカ・カナダ演奏旅行の途中、アメリカ国内の大学で学生を相手にオーボエの仕組みや音色を実際に吹いて説明しているうち、目を放したスキに楽器を盗まれてしまい、ドイツから演奏旅行先まで代わりの楽器を取り寄せているあいだ、シュタインスは演奏が出来ず、もう1人の首席オーボエ奏者コッホが、シュタインスが出演する予定だった演奏会にも出演して1番オーボエを吹き、急場をしのいだこともあったという。
- 現在、CDなどのアーティスト表記では「カール・シュタインス」と記されるのが一般的であるが、かつて、日本のオーケストラプレイヤーやオーボエ奏者の間ではシュタインツと呼ばれることもあり、その名残りで今なお、シュタインツと呼ぶ人もいる。

## ディスコグラフィ
前述のとおり、多数のレコーディングに参加しているが、ソロ・オーボエ奏者としてディスクに名前がクレジットされたものでは、モーツァルトのオーボエ・クラリネット・ホルン・ファゴットのための協奏交響曲変ホ長調 K.279b (K.Ahh.9) に2種類ある。
- カール・ベーム指揮ベルリン・フィル　(ドイツ・グラモフォン、1963年、ベルリンのイエス・キリスト教会で録音)
- ヘルベルト・フォン・カラヤン指揮ベルリン・フィル　(EMI、1971年8月、スイス、サン・モリッツのフランス教会で録音)